# Štefan Gnezda
Štefan Gnezda, slovenski kmet in gozdar, * 16. december 1907, Vojsko, † 28. oktober 1990, Idrija.

## Življenje in delo
Štefan Gnezda, ki se je rodil v družini kmeta Petra in kmetice Marije Gnezda, rojene Žgavec, velja za začetnika uporabe gozdnih žičnic na Slovenskem. Za spravilo lesa iz gozdov je leta 1928 začel uporabljati žične vrvi, škripec in lesen vitel na volovsko vprego. Leta 1932 je priredil manjši tovornjak za pogon žičnega žerjava, kasneje znanega kot Gnezdov žični (ali idrijski) izvlek. Prednosti te vrste spravila so bile hitro prestavljanje gozdne žičnice, gospodarnost na strmih terenih in majhne poškodbe gozdnega drevja.